# Hendrik de Vries
Hendrik de Vries   (Amsterdam, 25 d'agost de 1867 - Binyamina, 3 de març de 1954) va ser un matemàtic neerlandès.

## Vida i obra
Tot i haver nascut a Amsterdam Hendrik de Vries va fer la major part dels seus estudis secundaris a Rotterdam, ciutat a la qual s'havia traslladat la seva família quan el seu pare hi va ser nomenat director d'escola. No s'ha de confondre amb els matemàtics contemporanis i germans Jan i Gustav de Vries dels quals no era familiar. El 1884, quan tenia disset anys, la família va anar a viure a Frauenfeld a Suïssa, on va acabar els estudis secundaris. A partir de 1886 va estudiar al Politècnic de Zuric. S'hi va graduar el 1890 i aleshores va ser nomenat assistent de Wilhelm Fiedler.
El 1894 va retornar als Països Baixos on va ser uns anys professor de secundària mentre preparava la seva tesi doctoral que va defensar el 1901, sota la direcció de Diederik Korteweg. El 1902 va ser nomenat professor de la universitat Tècnica de Delft i el 1906 va passar a ser-ho de la universitat d'Amsterdam. S'hi va jubilar el 1937, després d'haver tingut com deixeble Bartel van der Waerden. Abans de començar la Segona Guerra Mundial se'n va anar a viure a Palestina.
El seu camp de treball va ser la geometria, tot i que no va ser conegut pels seus treballs de recerca, sinó per l'edició de llibres de text. A partir de 1921 es va interessar més intensament per la història de les matemàtiques. Va donar classes sobre el tema i escriure una sèrie d'articles pel Nieuw Tijdschrift voor Wiskunde, que es va publicar posteriorment en una obra en tres volums titulada Historische Studiën (1926-1940).